# Garay megye
Garay egy megye Argentína középpontjától északkeletre, Santa Fe tartományban. Székhelye Helvecia.

## Földrajz

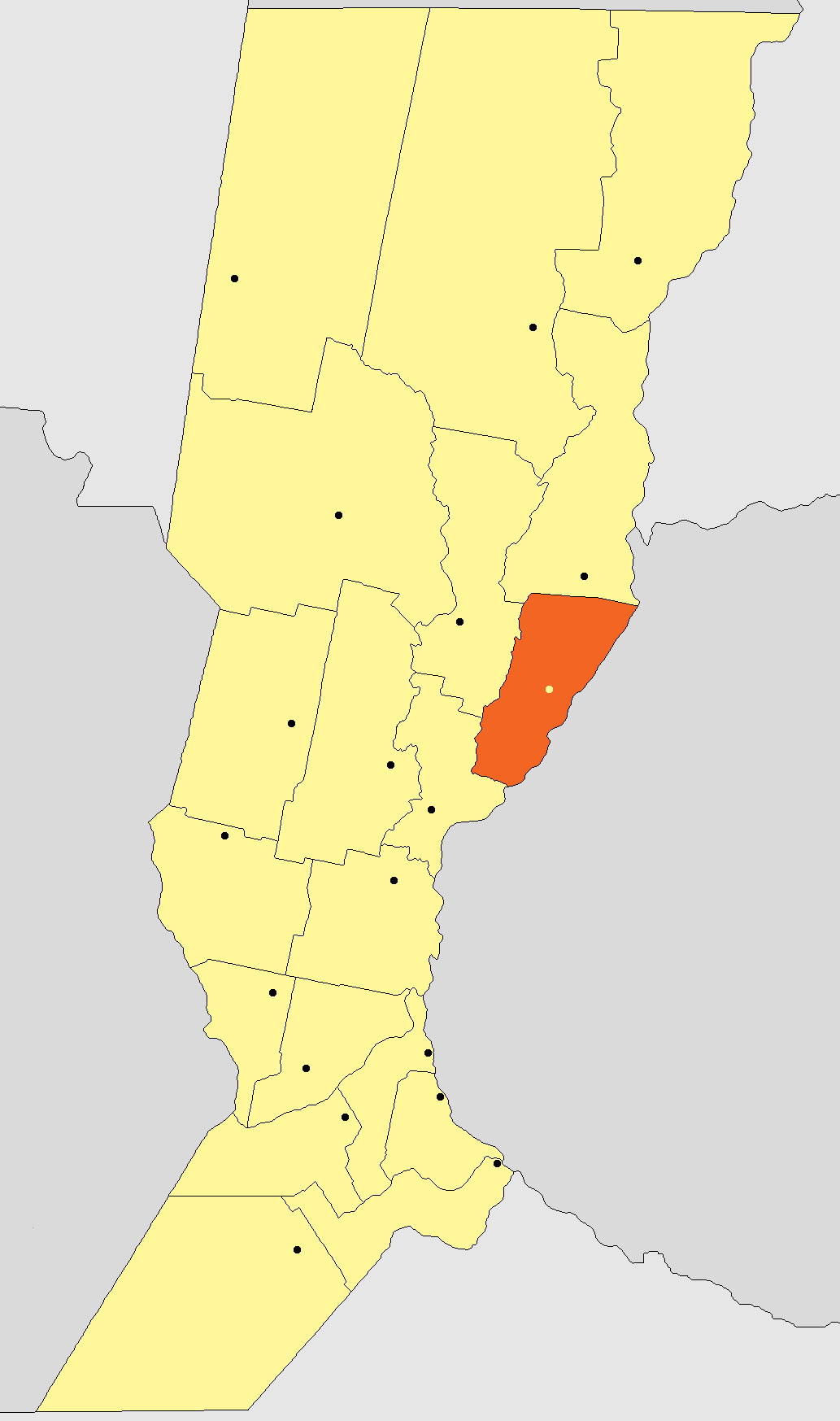
Garay megye Santa Fe tartomány térképén

## Népesség
A megye népessége a közelmúltban a következőképpen változott:
| Év   | Lakosság |
| ---- | -------- |
| 2001 | 19 867   |
| 2010 | 20 890   |